# Bianco e nero

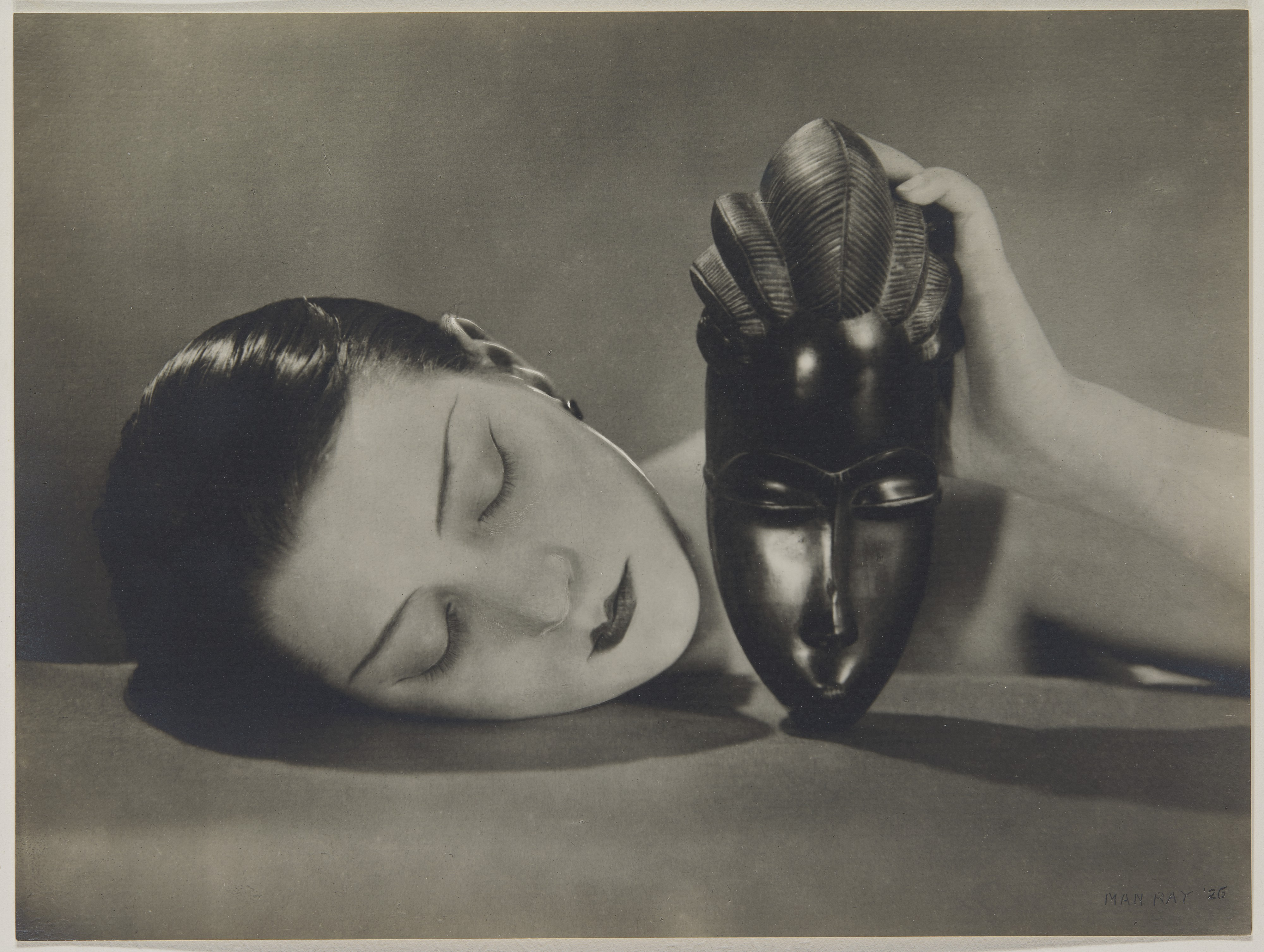
Foto artistica di Man Ray in bianco e nero

Il bianco e nero, o bianconero, spesso abbreviato in B/N, indica una forma di rappresentazione visiva che non utilizza il colore.
Il termine fa riferimento al solo uso del bianco e del nero, anche se in realtà vengono poi normalmente utilizzate tutte le gradazioni di grigio intermedie, da qui le immagini a livelli di grigio.

## Storia
Rappresentare la realtà in bianconero coinvolge sia le arti pittoriche, sia la storia del cinema e della fotografia; se agli albori di queste due ultime arti, la rappresentazione dei soggetti era obbligatoriamente in bianconero, non esistendo la pellicola a colori, con il tempo derivò solamente da una scelta artistica.
Nella fotografia in bianco e nero, determinare un metodo ripetibile e non casuale con il quale attribuire agli elementi di una scena una consapevole gradazione di grigio, è stata la ricerca d’elezione per ogni fotografo e cineasta.
Le problematiche annesse a tale ricerca sono legate alla qualità della pellicola adoperata, la sua sensibilità e il suo sviluppo in funzione della sua esposizione.
Le soluzioni iniziali per controllare la scala dei grigi, tutte empiriche, trovarono fondamento scientifico e pratico a opera di Ansel Adams, che nel 1940 con il suo sistema zonale descrisse il senso pratico dell'utilizzo della pellicola bianconero, in rapporto all'esposizione, allo sviluppo e alla stampa, per rappresentare un soggetto con la consapevolezza di poter attribuire ad ogni elemento che costituisce l'immagine una determinata gradazione di grigio decisa dall'operatore.

## Applicazioni nei media

### Fotografia
Fino agli anni settanta, quando il calo dei prezzi ha reso popolare la fotografia a colori, la quasi totalità delle foto scattate era in bianco e nero. In seguito questa forma si è ritagliata una nicchia per le sue peculiari capacità espressive e ha superato anche l'avvento delle fotocamere digitali.
Tra l’acronimo “Bianco e Nero” e l’acronimo “bianconero” esiste una sottile differenza: il primo indica un’immagine costituita da due sole tonalità, bianco e nero, mentre il secondo termine, di uso moderno, indica un’immagine costituita non solo dagli estremi tonali ma anche di un’infinita gradualità dei grigi intermedi.

### Cinema
Dagli anni quaranta del XX secolo sempre più film iniziarono ad essere girati a colori, anche per competere meglio con la televisione, ancora in bianco e nero. Nonostante ciò alcuni film, anche negli ultimi decenni, vengono ancora presentati (totalmente o parzialmente) in bianco e nero, per motivi prevalentemente artistici (si veda ad esempio film in bianco e nero prodotti dal 1970).

### Televisione
All'inizio le trasmissioni e gli apparecchi televisivi erano unicamente in bianco e nero, poi, a partire dal 1954 negli Stati Uniti d'America, si è gradualmente diffuso il colore. In Italia il colore in televisione incomincia a diffondersi ufficialmente dal 1977.

### Carta stampata
La maggior parte dei quotidiani rimase in bianco e nero fino agli inizi degli anni ottanta, quando il progresso nelle tecniche di stampa rese possibile la stampa a colori a basso costo. La maggior parte dei quotidiani fa un uso parco del colore per via dei maggiori costi di stampa.
Per analoghe ragioni anche i fumetti sono rimasti per lungo tempo in bianco e nero.

### Informatica
Si parla di immagine in bianco e nero nel caso di immagini codificate con 1 bit di profondità di colore (pixel bianco o pixel nero), ma il termine è usato anche per indicare le immagini in toni di grigio.

## Accessibilità
Quando i colori vengono utilizzati per rappresentare informazioni attraverso mappe, infografiche e grafici, se vengono convertiti in bianco e nero (ad esempio attraverso le fotocopie) possono perdere o addirittura azzerare il significato trasmesso (stesso problema di accessibilità possono averlo i daltonici). Ne è un esempio la metropolitana di Londra che anziché puntare sui colori per mostrare i percorsi ha creato un sistema di texture, comprensibili anche in bianco e nero.

### Esempi

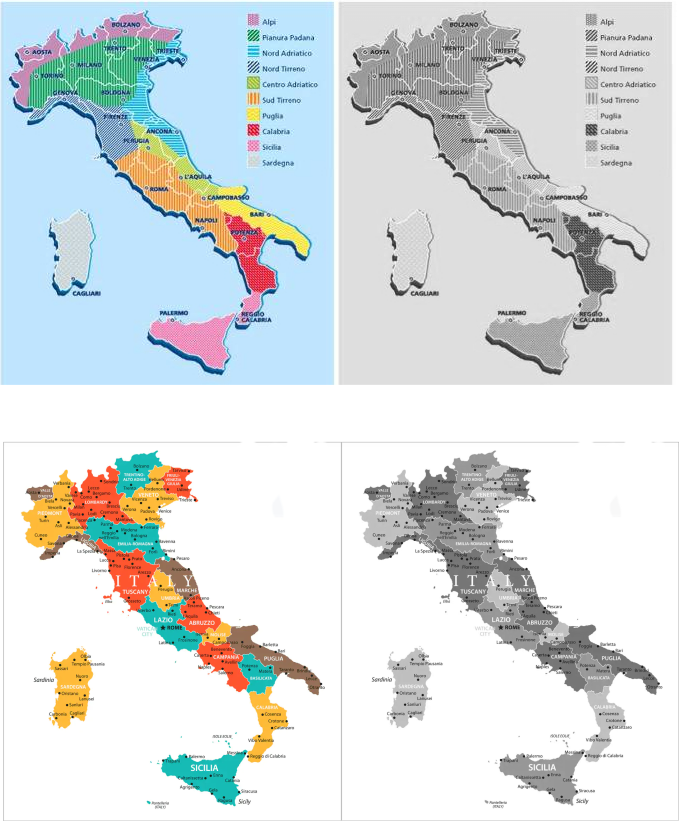
La cartina superiore, oltre ai colori, ha un sistema di texture per ogni regione che risalta e differenzia le informazioni anche in bianco e nero, maggiormente rispetto a quella inferiore.
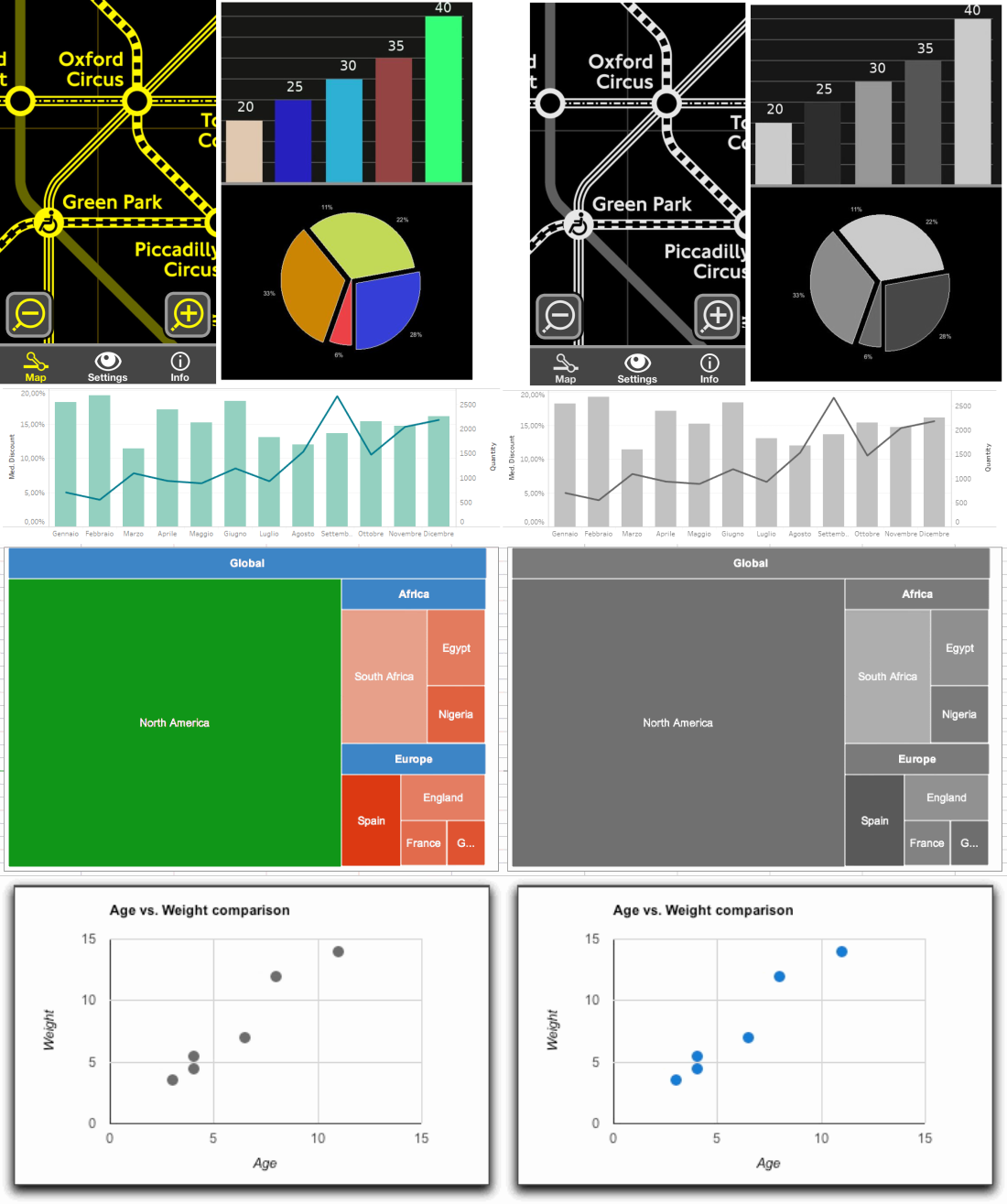
Questi grafici non perdono il significato delle informazioni se trasformati in bianco e nero
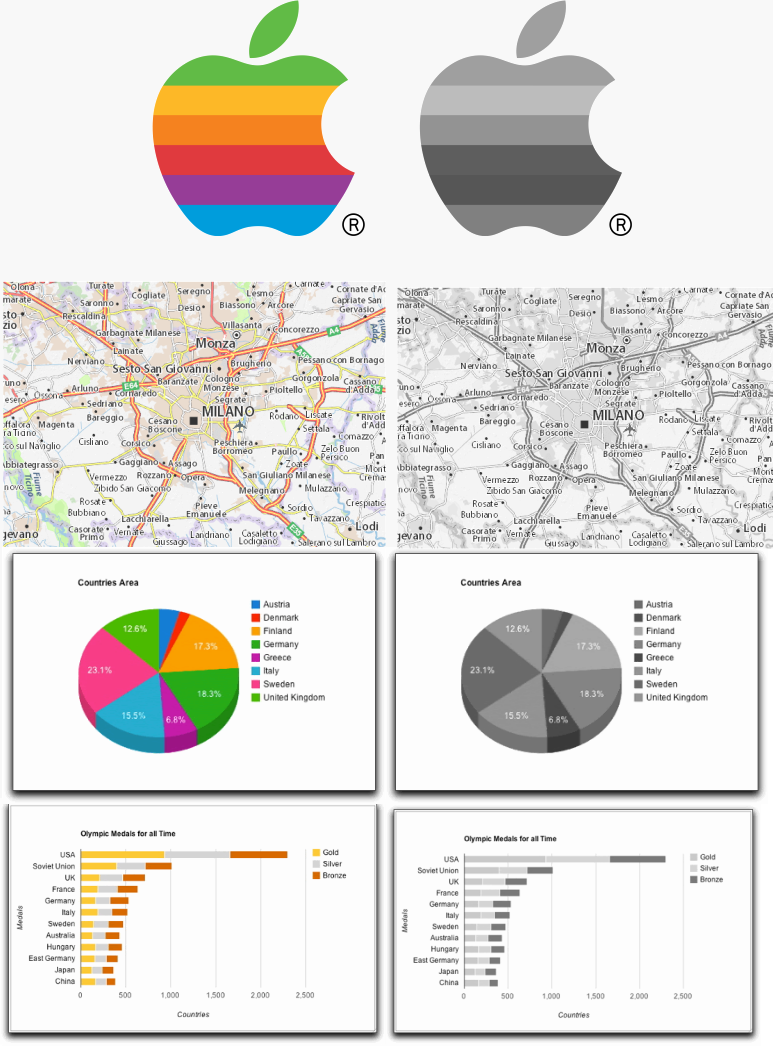
Questi grafici e cartine perdono il significato delle informazioni se trasformati in bianco e nero (del tutto o in parte). L'azienda Apple aveva un logo fatto di strisce colorate che perdeva impatto in bianco e nero pur mantenendo la leggibilità.